# Сен-Джон Перс
Сен-Джон Перс (на френски: Saint-John Perse) е литературен псевдоним на френския дипломат Алексис Леже (Alexis Léger), удостоен с Нобелова награда за литература през 1960 година.

## Биография
От 1911 г. Леже започва работа в Министерството на външните работи. През 1916–1921 г. е секретар на френското посолство в Пекин. През 1921 г. участва във Вашингтонската конференция и е забелязан от ръководителя на френската делегация Аристид Бриан, който го назначава за свой сътрудник. В Париж посещава литературните кръгове и е близък с Пол Клодел, Андре Жид и Пол Валери.
През 1924 г. за първи път използва псевдонима Сен-Джон Перс, съставен от името на апостол Йоан и името на римския поет от I век Персий.
През 1940 г. е уволнен от поста си поради несъгласие с официалната френска политика спрямо Третия райх в Германия и настъпващия фашизъм. Леже емигрира в САЩ и работи в Националната библиотека на Конгреса. Правителството на Виши му отнема френското гражданство. Леже остава в Америка и след края на Втората световна война, въпреки че периодично се връща за кратко в родината.